# دادبهي ناوردجي
دادبهي ناوروجي (بالإنجليزية: Dadabhai Naoroji)‏ (4 سبتمبر 1825 - 30 يونيو 1917) يُعرف أيضًا باسم «سيد الهند المسنّ العظيم» و «سفير الهند غير الرسمي». كان باحثًا وتاجرًا وسياسيًا هنديًا وعضوًا في البرلمان عن الحزب الليبرالي في مجلس عموم المملكة المتحدة بين عاميّ 1892 و1895 وأول آسيوي ليكون برلمانيًا بريطانيًا غير عضو البرلمان الأنجلو-هندي ديفيد أوكترلوني دايس سومبر الذي حُرِم من حق التصويت بسبب الفساد بعد تسعة أشهر من تقلده المنصب. اشتهر ناوروجي لأعماله في حزب المؤتمر الوطني الهندي الذي كان أحد الأعضاء المؤسسين له، وانتخب رئيسًا له ثلاث مرات في الأعوام 1886 و1893 و 1906.
لفت كتابه «الفقر والحكم غير البريطاني في الهند» الانتباه إلى نظريته عن «استنزاف الثروة» الهندية إلى بريطانيا. وكان أيضًا عضوًا في الرابطة الدولية الثانية إلى جانب كاوتسكي وبليخانوف. في عام 2014، أعلن نائب رئيس الوزراء نك كلغ افتتاح جوائز دادبهي ناوروجي بسبب خدماته المقدمة للعلاقات بين المملكة المتحدة والهند. وضعت الهند صورة ناوروجي على الطوابع في الأعوام 1963 و1997 و2017.

## نظرية ناوروجي عن الاستنزاف والفقر

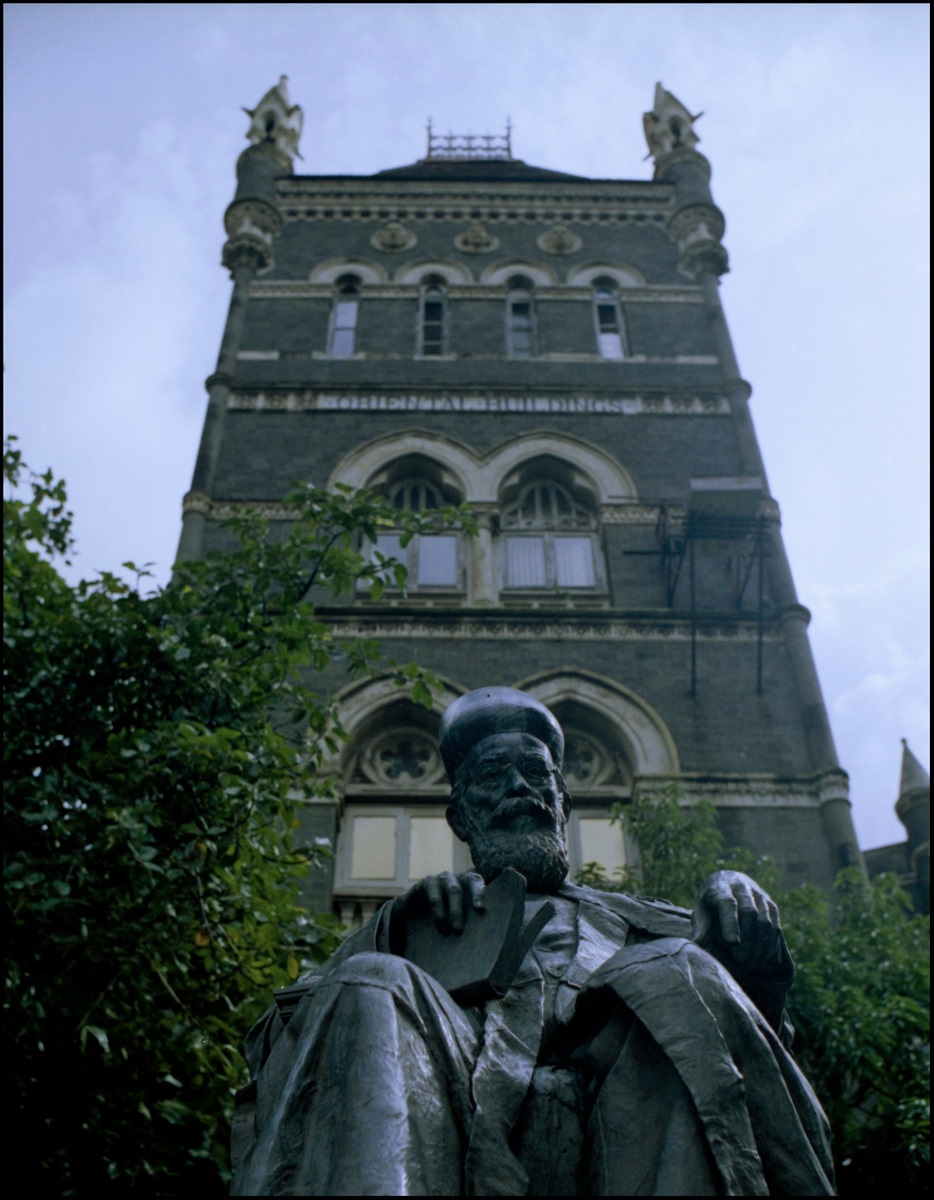
تمثال دادبهي ناوروجي، بالقرب من نافورة فلورا، مومباي

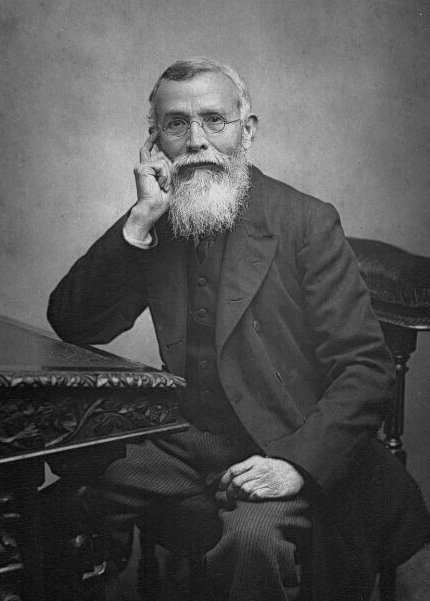
ناوروجي عام 1892

تركز عمل دادبهي ناوروجي على استنزاف الثروة من الهند إلى بريطانيا أثناء فترة الحكم البريطاني في الهند. أحد الأسباب التي تعزى بموجبها نظرية الاستنزاف إلى ناوروجي هو قراره بتقدير صافي الربح الوطني للهند، واستطرادًا التأثير الذي أحدثه الحكم الاستعماري على البلاد. وكان هذا السبب الرئيسي الذي أدى إلى ارتفاع أسعار النفط. ومن خلال عمله مع العلوم الاقتصادية، سعى ناوروجي إلى إثبات أن بريطانيا تستنزف الأموال من الهند. أولًا، الهند تحكمها حكومة أجنبية. ثانيًا، لا تجتذب الهند المهاجرين الذين يجلبون العمالة ورأس المال من أجل النمو الاقتصادي. ثالثًا، دفعت الهند تكاليف الإدارات المدنية البريطانية في الهند وجيشها الهندي. رابعًا، تتحمل الهند عبء بناء الإمبراطورية داخل وخارج حدودها. خامسًا، إن فتح البلد للتجارة الحرة يسمح للأجانب بالحصول على وظائف ذات أجور عالية عن وظائف الهنود ذوي المؤهلات المتساوية. وأخيرًا، كان أصحاب الدخل الرئيسيون ينفقون أموالهم خارج الهند أو يتركون أموالهم وهم في الغالب موظفون أجانب. وفي كتاب ناوروجي المعنون «الفقر» قدّر أن ما بين 200 إلى 300 مليون جنيه إسترليني من إيرادات الهند إلى بريطانيا لم يُعاد تداولها في الهند.
وعند الإشارة إلى الاستنزاف، ذكر ناوروجي أنه يعتقد أن بعض الضرائب ضرورية لدفع تكاليف الخدمات التي جلبتها بريطانيا إلى الهند مثل السكك الحديدية التي شيدت حديثًا. بيد أن الأموال من هذه الخدمات كانت تُستنزف من الهند؛ فعلى سبيل المثال، لا تعود الأموال التي تكسبها السكك الحديدية إلى الهند ما أيّد تخمينه بأن الهند ترسل الكثير إلى بريطانيا. ووفقًا لناوروجي، كانت الهند تدفع ضرائب لقاء شيء لا يحقق الربح للبلد مباشرة. وعوضًا عن الدفع للاستثمارات الأجنبية التي تقوم بها بلدان أخرى«تدفع الهند تكاليف الخدمات المقدمة رغم أن تشغيل السكة الحديدية كان مربحًا بالأصل لبريطانيا. وقد حدث هذا النوع من الاستنزاف بطرق مختلفة أيضًا. ومن الأمثلة على ذلك، العمال البريطانيون الذين يحصلون على أجور لا تتساوى مع العمل الذي قاموا به في الهند، والتجارة التي تبخس قيمة سلع الهند وتبالغ في قيمت السلع الخارجية. جرى تشجيع العمال البريطانيين في الهند على تولي وظائف عالية الأجر في الهند، وسمحت الحكومة البريطانية لهم بأخذ جزء من دخلهم إلى بريطانيا. وعلاوة على ذلك، كانت شركة الهند الشرقية المحترمة تبتاع سلعًا هنديًة بأموال مستنزفة من الهند لتصديرها إلى بريطانيا، وهي طريقة أتاحت استغلال الهند بانفتاح التجارة الحرة.

## مناصب
تولى منصب عضو برلمان المملكة المتحدة الـ25 ‏ (4 يوليو 1892–8 يوليو 1895)
- President of the Indian National Congress ‏

.

## التعليم
تعلم في Elphinstone College ‏
.

## روابط خارجية
- دادبهي ناوردجي على موقع الموسوعة البريطانية (الإنجليزية)